# Subordinazionismo
Il Subordinazionismo è la dottrina trinitaria che riteneva che il Figlio (Gesù) fosse subordinato al Padre (Dio), e che lo Spirito Santo fosse subordinato ad entrambi. Su questo punto si creò una delle maggiori divergenze tra la Chiesa occidentale e quella orientale. 

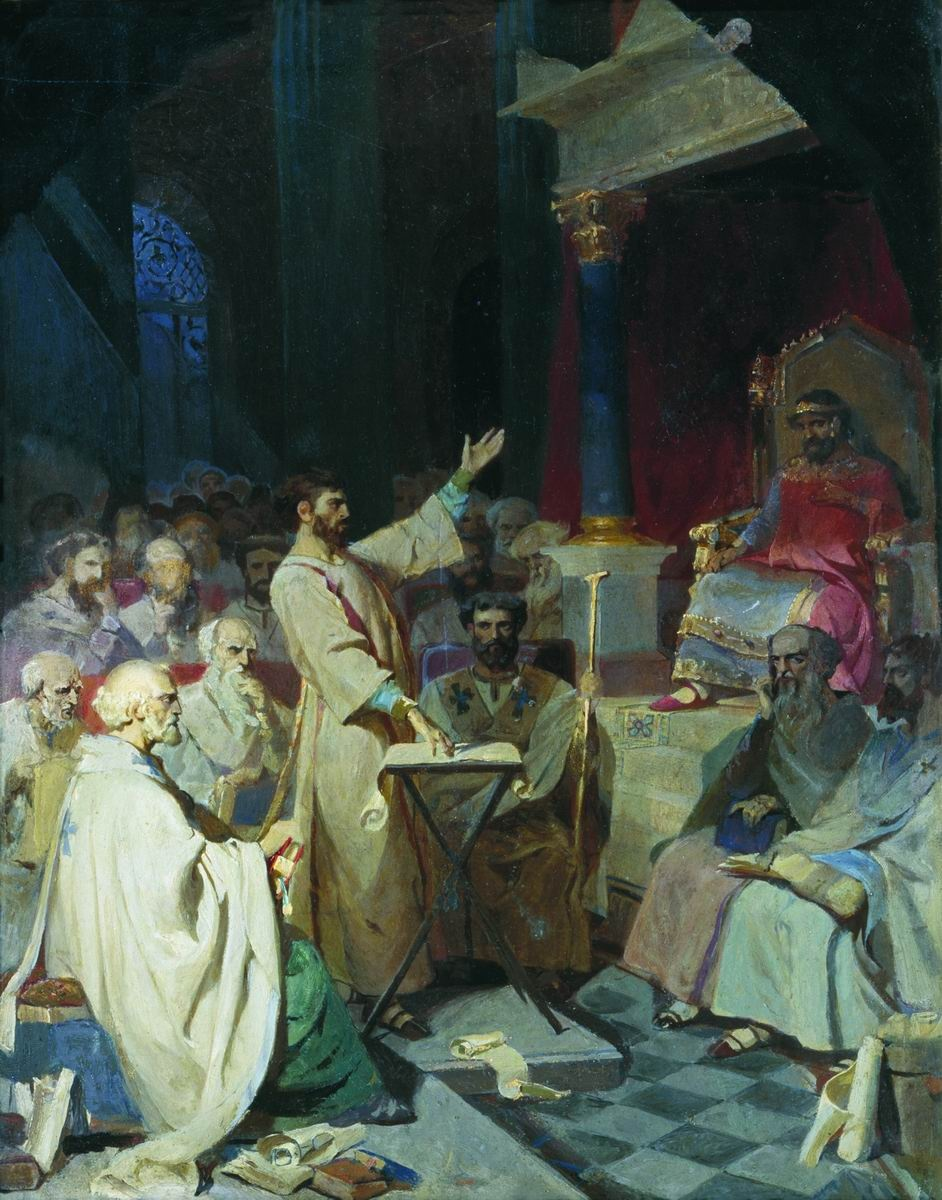
Il concilio di Nicea con Atanasio di Alessandria, difensore degli insegnamenti di Origene, raffigurato in piedi in questo dipinto a olio di Vasily Surikov (1876).

## Storia della dottrina

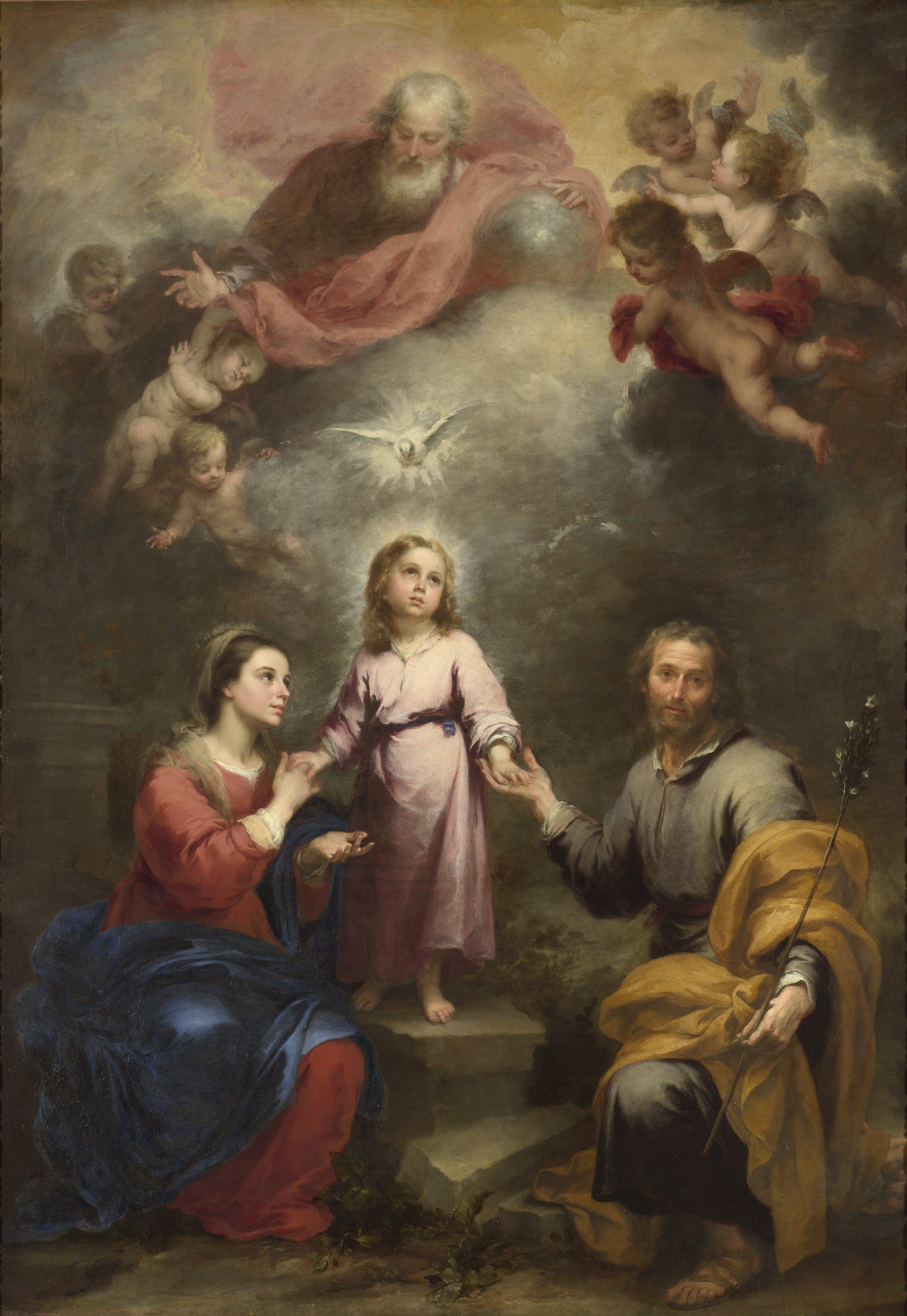
Le due Trinità, Celeste e Terrena, unite dall'incarnazione del Figlio (di Bartolomé Esteban Murillo, 1677 circa)

Tale dottrina si sviluppò tra il II ed il III secolo, per scomparire gradualmente dopo il Concilio di Nicea del 325. Tra coloro che in qualche modo la professarono o vi incorsero, sono da ricordare:
- i docetisti, convinti che Cristo non avesse un corpo materiale;
- i monarchianisti modali, che sostenevano che il Figlio fosse un modo in cui si manifesta il Padre;
- gli adozionisti, che pensavano che Gesù fosse un uomo normale, adottato da Dio al momento del battesimo;
- Origene Adamantio, che credeva che il Figlio fosse un attributo del pensiero del Padre;
- Sant'Ippolito di Roma, convinto che Gesù fosse stato creato da Dio e che la sua essenza umana fosse subordinata a quella divina;
- gli ariani, che pensavano che il Figlio non fosse consustanziale col Padre, e che non fosse stato generato, ma creato.

La dottrina si contrapponeva all'affermazione della consustanzialità delle tre Persone della Trinità, e riemerse talora nella storia del cristianesimo tra i movimenti ereticali medievali che predicavano l'antitrinitarismo.